# Vulcanismo bimodale
Il vulcanismo bimodale è l'eruzione contemporanea da un unico centro vulcanico di lava mafica e felsica, con minima o nessuna presenza di lava di composizione intermedia. Questo tipo di vulcanismo è normalmente associato alle aree di tettonica distensiva e particolarmente dei rift.

## Evenienze
La maggior parte delle manifestazioni di vulcanismo bimodale sono associate all'assottigliamento della crosta terrestre e la presenza di questa tipologia di rocce viene considerata un'evidenza di fenomeni di rifting avvenuti nel passato. Gran parte degli esempi provengono da zone di rifting continentale attivo, un esempio dei quali è la Provincia di Basin and Range.
Il vulcanismo bimodale è stato descritto anche in aree transtensionali, le prime fasi della formazione di un bacino di retroarco e nei prodotti di punti caldi sia continentali che oceanici, come il punto caldo di Yellowstone e il punto caldo delle Canarie.

## Meccanismo di formazione
Il vulcanismo bimodale viene normalmente interpretato come il risultato di una fusione parziale della crosta terrestre, che dà luogo alla formazione di magma granitici, durante la messa in posto di grandi volumi di magma basaltico relativamente caldo proveniente dal mantello. I due tipi di magma formano camere magmatiche separate che danno luogo a periodiche eruzioni di entrambi i tipi di lava.